# Espineta caragroga
L'espineta caragroga (Pachycare flavogriseum) és una espècie d'ocell de la família dels acantízids (Acanthizidae) i única espècie del gènere Pachycare Gould, 1876.

## Hàbitat i distribució
Boscos de les muntanyes de Nova Guinea, però absent de la península Bomberai i de les muntanyes Cíclopes i Adelbert.

## Taxonomia
Aquest ocell ha estat ubicat temptativament a diverses famílies, però avui es considera que és una espècie basal de la família dels acantizítids